# Samar (Kibbuz)
Samar (hebräisch סָמָר) ist ein Kibbuz in der Arava-Senke im äußersten Süden Israels. 2019 lebten im Kibbuz 279 Einwohner.

## Geographie

### Lage
Samar liegt 34 km nördlich von Eilat und 10 km südlich von Yotvata. Der Kibbuz fällt in die Zuständigkeit des Regionalverbands von Chevel Elot.
In der Nähe wurde der Tierpark Chai Bar Jotvata eingerichtet. Dieser Zoo bietet einen Lebensraum für Tiere, die in biblischer Zeit in dieser Gegend heimisch waren, und bildet die Grundlage für deren Wiederansiedlung in Israel.

### Verkehr
Der Kibbuz ist von der Samar Junction der Nationalstraße  aus über eine kurze Stichstraße zu erreichen. Buslinien aus Tel Aviv, Beʾer Scheva und Jerusalem fahren durch die Arava über Samar bis hinab nach Eilat.
Der Flughafen Ramon befindet sich etwa 17 km südlich von Samar. Er wurde 2019 eröffnet.

## Geschichte
Samar ist ein 1976 gegründeter Kibbuz. Im Gegensatz zu anderen Kibbuzim leben die Bewohner von Samar weiterhin nach den sozialistischen Idealen der ursprünglichen Kibbuzbewegung.
Der Name Samar stammt von einer Pflanze, die in der Arava und in der Nähe des Toten Meeres wächst.

## Gesellschaft
Alle Mitglieder sind gleichberechtigt, ungeachtet ihrer beruflichen Tätigkeit bringen sie ihr Einkommen in die Kasse des Kibbuz ein und können dafür die finanziellen Mittel für ihre persönlichen Bedürfnisse beziehen. Wichtige Entscheidungen werden von den Kibbuz-Mitgliedern in demokratischen Abstimmungen getroffen.

## Wirtschaft und Infrastruktur

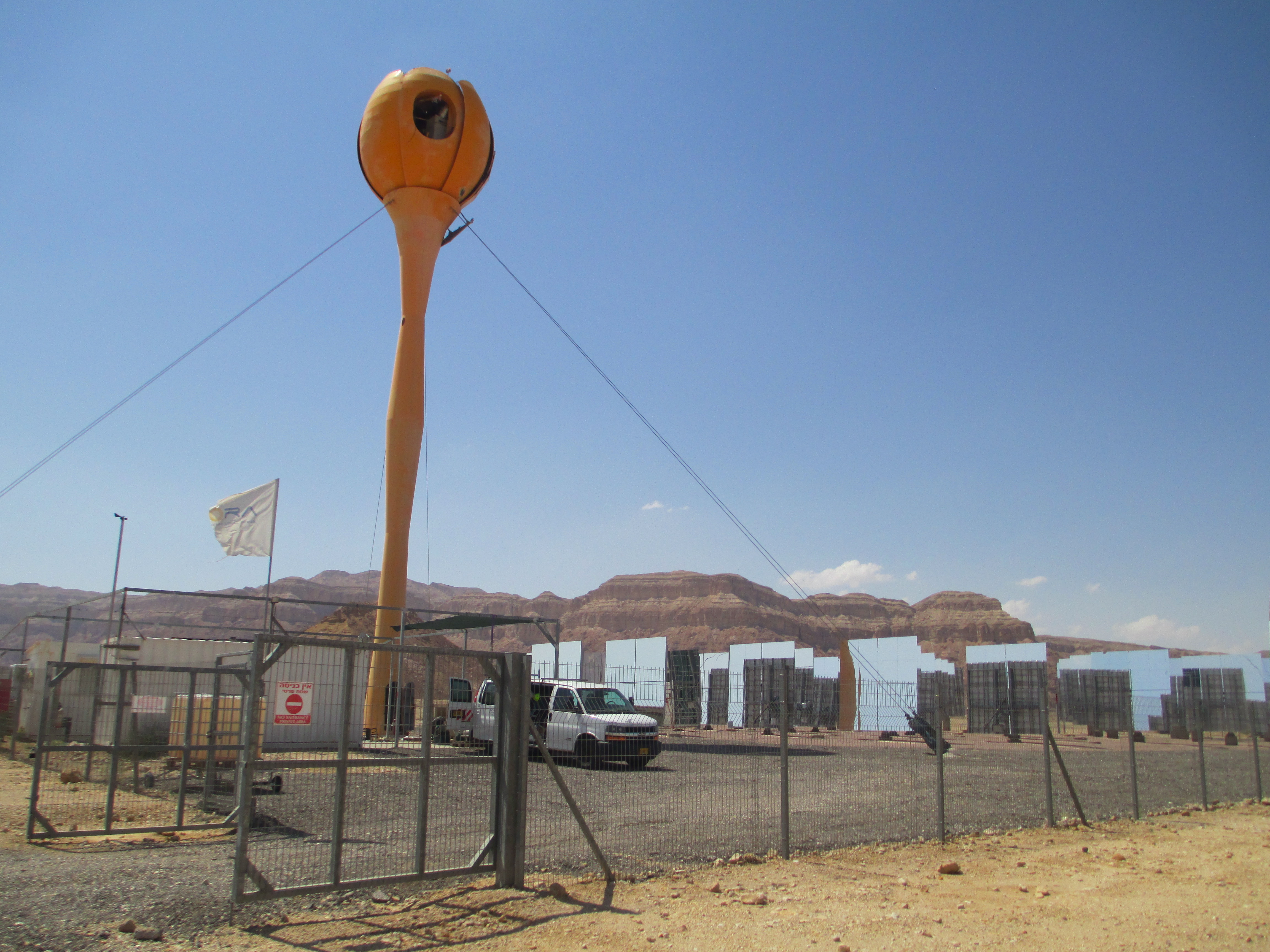
Der Solarturm des Kibbuz

Wichtigste Wirtschaftszweige des Kibbuz sind der Anbau von Bio-Datteln, die Milchproduktion, Rollrasen und Maschinenbau.
Ein großer Teil des Stroms von Samar wird von einem Solarwärmekraftwerk geliefert.